# Otto Ville Kuusinen
Otto Wille Kuusinen (russisk: О́тто Вильге́льмович Ку́усинен tr. Otto Vilgelmovitj Kuusinen, født 4. oktober 1881 i Laukaa, Finland, død 17. maj 1964 i Moskva) var en finsk og senere sovjetisk politiker, litteraturhistoriker og digter, som efter kommunisternes nederlag i den finske borgerkrig flygtede til Sovjetunionen, hvor han arbejdede indtil sin død.
Efter at have væltet den mere moderate partiformand J.K. Kari i 1906 blev Kuusinen den dominerende person i Finlands socialdemokratiske parti. Han var leder af den revolution, som i januar 1918 dannede den kortvarige Finlands socialistiske arbejderrepublik. Da revolutionen var blevet nedkæmpet i den finske borgerkrig i 1918, flygtede Kuusinen til Moskva og hjalp til med at danne det finske kommunistparti. Han var medlem af Finlands parlament 1908–1913 og partiets formand 1911–1917.
Han fortsatte sit arbejde som en prominent leder af Komintern i det bolsjevikiske Rusland, der blev til Sovjetunionen. I Finland fik en mere moderat fraktion af socialdemokrater partiet rehabiliteret under Väinö Tanners lederskab. I mellemtiden blev Kuusinen og andre radikale i stigende grad set som ansvarlige for borgerkrigen og dens efterspil.
Fjendtligheden i Finland overfor socialister i årtierne efter borgerkrigen fik mange finner til at emigrere til Rusland for at "opbygge socialismen". De store udrensninger i Sovjetunionen i 1930'erne var et stort slag mod finnerne i Sovjetunionen. De fleste af dem, som ikke undslap tilbage til Finland, blev henrettet som upålidelige, og Kuusinens rygte i Finland tog yderligere skade, da det viste sig, at han var en af de få, som ikke blev udsat for en af Stalins skueprocesser, deportationer og henrettelser.
Da den Røde Hær indledte sin fremrykning under Vinterkrigen den 30. november 1939, blev Kuusinen udråbt til leder af Terijoki-regeringen, Stalins marionetstyre – i den såkaldte Finske Demokratiske Republik, som det var planlagt skulle regere det besatte Finland.
Men da krigen ikke gik som planlagt, og en forhandlet fred med den finske regering blev uundgåelig for den sovjetiske ledelse, blev Kuusinen skubbet til side og udnævnt til formand for den øverste sovjet i den Karelsk-finske SSR (1940–1956).
Efter allerede at have været suspekt betød Kuusinens deltagelse i Terijoki-regeringen, at han blandt de finske socialister blev stemplet som forræder, og i stedet for at opnå den ønskede effekt bidrog det til at forene finnerne under Vinterkrigen og hele sårene fra borgerkrigen.
Efter at være flygtet til Sovjetunionen blev Kuusinen en indflydelsesrig person i statsadministrationen der. Han var medlem af Sovjetunionens politbureau, det højeste statsorgan. Kuusinen fortsatte også sit arbejde under Nikita Khrusjtjovs ledelse. Han var sekretær for centralkomiteen i Sovjetunionens kommunistiske parti 1957–1964. I 1952 og igen i 1957 blev han også valgt til centralkomiteens præsidium.
Kuusinen var en af redaktørerne af Det grundlæggende i marxisme-leninisme, der betragtes som et af de grundlæggende værker om dialektisk materialisme og leninistisk kommunisme. Indenfor det politiske miljø i Kreml blev han betragtet som liberal — og set i historisk perspektiv pegede hans politik frem mod perestroika. Mens han redigerede et partiprogram, som gik ind for "hurtig udvikling af landbrug, industri og teknologi", var han samtidig tilhænger af at opgive tanken om proletariatets diktatur, til skræk og rædsel for de mere konservative ideologer i partiet. På dette punkt blev han støttet af Khrusjtjov.
Kuusinen blev valgt til medlem af det sovjetiske Videnskabernes Akademi i 1958.
Da han fik at vide af lægerne i Kreml, at han var dødssyg, bad han gennem den sovjetiske ambassade i Helsinki den finske regering om lov til at besøge Laukaa og Jyväskylä i Finland som privatperson. Hans anmodning blev afvist.
Kuusinen døde i Moskva den 17. maj 1964. Hans aske blev begravet på kirkegården i Kreml. Hans datter Hertta Kuusinen var en prominent finsk politiker efter 2. verdenskrig.